# Christina Obergföll
Christina Obergföll (* 22. August 1981 in Lahr/Schwarzwald) ist eine ehemalige deutsche Speerwerferin. Ihr größter Erfolg war der Gewinn der Goldmedaille bei den Weltmeisterschaften 2013 in Moskau.

## Sportlicher Werdegang
Christina Obergföll, die in Mahlberg aufwuchs, erzielte ihre ersten Erfolge beim TuS Mahlberg.
Sie gewann zwei Weltmeisterschafts- und zwei Europameisterschafts-Silbermedaillen sowie zwei Silbermedaillen bei den Olympischen Spielen. Sie ist deutsche Rekordhalterin und ehemalige Inhaberin des Europarekordes (70,20 m). Zusammen mit Barbora Špotáková, Osleidys Menéndez und Maria Abakumowa gehört sie zu den Speerwerferinnen, die mehrmals über 70 Meter warfen.
Unter dem Trainer Werner Daniels startete Christina Obergföll für die LG Offenburg (Baden) und hatte bei einer Größe von 1,75 m ein Wettkampfgewicht von 71 kg. Sie studierte Sport und Englisch an der Universität Freiburg und ist seit September 2013 mit dem Speerwerfer Boris Obergföll geborener Henry verheiratet.

## Karriere
Bereits als Juniorin feierte sie erste Erfolge. Zwischen 2000 und 2002 wurde sie dreimal in Folge Deutsche Juniorenmeisterin. Bei den Juniorenweltmeisterschaften 2000 in Santiago de Chile erreichte sie Rang acht. 2004 nahm sie an den Olympischen Spielen in Athen teil, konnte sich jedoch als Fünfzehnte der Qualifikation nicht für das Finale qualifizieren.
Der erste große Erfolg ihrer Karriere gelang Obergföll bei den Weltmeisterschaften 2005 in Helsinki, wo sie überraschend die Silbermedaille gewann. Bei ihrem zweiten Versuch warf sie den Speer auf 70,03 m und stellte mit dieser Leistung einen Europarekord auf. Sie war damit zu diesem Zeitpunkt die einzige Frau neben der Kubanerin Osleidys Menéndez, die den Speer auf eine Weite von über 70 Meter geworfen hatte.

### 2007

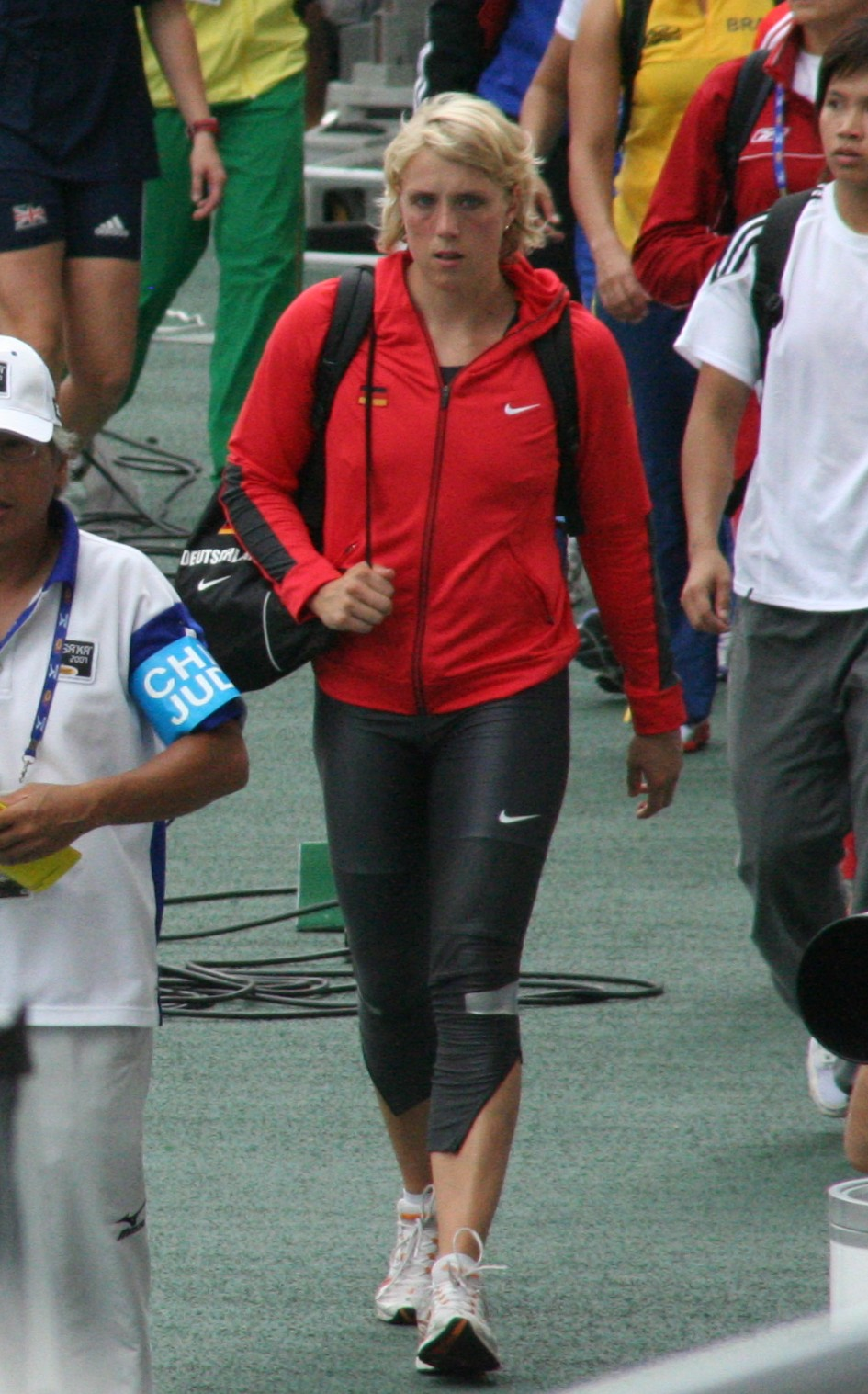
2007 bei den Weltmeisterschaften in Ōsaka

Bis vor der Saison 2007 galt Obergföll als formunbeständig und ihr komplizierter Wurfstil als gesundheitlich problematisch. Während sie in vielen Wettkämpfen nur geringe Weiten erzielte, konnte ein gelungener Wurf so weit fliegen, dass er jenseits der Möglichkeiten anderer Werferinnen lag. Konkurrentinnen wie Steffi Nerius fürchteten daher die nicht ausrechenbare Form im Wettkampf.
Beim Saisonstart 2007 in Halle zeigte sie jedoch, dass sie an ihrer Technik enorm gearbeitet hatte. Mit der zu diesem Zeitpunkt zweitbesten Leistung ihrer Laufbahn gewann Obergföll mit 68,08 m den Wettbewerb deutlich vor Nerius, die als Zweite 64,74 m erzielte. Damit übertraf Obergföll bereits im ersten Wettkampf des Jahres 2007 die von ihr selbst erzielte Jahresweltbestleistung aus 2006 von 66,91 m.
Auch bei den weiteren Wettkämpfen 2007 in Kassel und Cottbus siegte Obergföll vor Nerius, und am 23. Juni verbesserte sie beim Leichtathletik-Europacup in München ihren eigenen Europarekord auf 70,20 m. Erstmals in ihrer Karriere gewann Obergföll bei den Deutschen Meisterschaften 2007 in Erfurt den Titel mit einer Weite von 66,59 m. Bei den Weltmeisterschaften 2007 in Ōsaka gewann sie genau wie zwei Jahre zuvor Silber.

### 2008
Im Olympiajahr 2008 verteidigte sie ihren Titel am 5. Juli 2008 bei den Deutschen Meisterschaften in Nürnberg. Mit 62,18 m siegte sie im letzten Versuch vor der bis zu diesem Zeitpunkt führenden Nerius, die mit 61,91 m den zweiten Platz belegte. Ihre Bestleistung im Jahr 2008 liegt bei 69,81 m. Diese Weite erzielte sie am 31. August 2008 beim DKB-Cup-Finale in Elstal. Bis dahin hatte sie eine Saisonbestleistung von 67,72 m vom Grand-Prix-Meeting in Ostrava. Hier hatte sie das einzige Mal gegen die amtierende Weltmeisterin Barbora Špotáková aus Tschechien gewonnen, die bei diesem Wettkampf mit 66,91 m Zweite wurde.
Bei den Olympischen Spielen 2008 erzielte sie mit 66,13 m die drittbeste Weite. Vor ihr lagen Barbora Špotáková, die mit 71,42 m die Goldmedaille gewann und damit einen neuen Europarekord aufstellte, und Marija Abakumowa aus Russland, die ebenfalls Obergfölls ehemaligen Europarekord übertraf. Nach der nachträglichen Disqualifikation von Abakumowa wegen Dopings durch das IOC am 13. September 2016 wurde Obergföll die Silbermedaille zugesprochen.
Diese Medaille wurde ihr im August 2019 dann auch überreicht. Die Viertplatzierte von 2008, die Britin Goldie Sayers, gilt seitdem als Gewinnerin der Bronzemedaille.

### 2009
Im Weltmeisterschaftsjahr 2009 erwischte Christina Obergföll bei ihrem ersten Wettkampf in Halle einen sehr guten Start. Sie siegte mit 68,40 m, das bedeutete Weltjahresbestleistung. Noch nie in ihrer Karriere war sie so gut in eine Saison gestartet. Bis zu ihrem dritten Wettkampf, am 5. Juni in Baunatal, hatte diese Weltjahresbestleistung immer noch Bestand. Auch den Wettkampf in Baunatal gewann sie mit 67,48 m. Bei den Heim-Weltmeisterschaften in Berlin erreichte sie mit 64,34 m den fünften Platz und blieb hinter ihren Erwartungen zurück.

### 2010

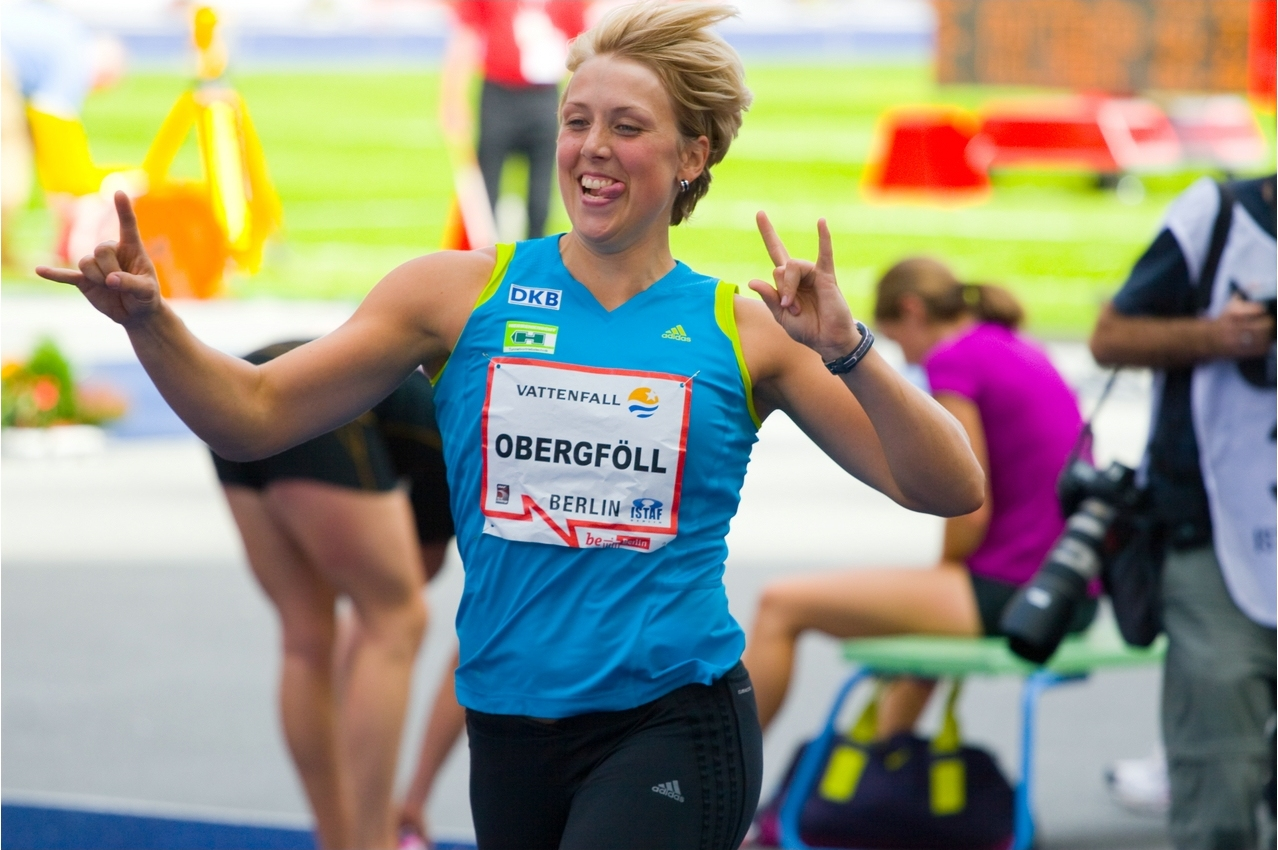
2010 beim ISTAF Berlin

Obergföll gewann bei den Europameisterschaften in Barcelona hinter ihrer Vereinskameradin Linda Stahl die Silbermedaille. Außerdem warf sie in Elstal mit 68,63 m den drittweitesten Wurf des Jahres und den fünftweitesten Wurf ihrer gesamten Karriere.

### 2011
Die Saison 2011 verlief für Obergföll anfänglich ziemlich gut, sie gewann vier Diamond-League-Meetings und sicherte sich mit ihrem vierten Sieg in London den vorzeitigen Gesamtsieg. Außerdem warf sie in fünf Wettkämpfen über 65 Meter. Der weiteste Wurf gelang ihr bei den Deutschen Meisterschaften in Kassel mit 68,86 m, dies war ihr viertbester jemals geworfener Wurf und brachte ihr ihren dritten nationalen Titel und einen Meisterschaftsrekord.
Ihr großer Traum einer Goldmedaille bei den Weltmeisterschaften in Daegu (Korea) erfüllte sich jedoch nicht. Dort konnte sie mit 65,24 m zunächst nur den vierten Platz erreichen. Durch die mittlerweile des Dopings überführte Siegerin Abakumova rückte Christina Obergföll auf den dritten Platz vor und erhielt nachträglich die Bronzemedaille.

### 2012
Obergföll arbeitete nun mit dem Sportpsychologen Hans Eberspächer zusammen. Bei den Europameisterschaften wurde sie mit 65,12 m Vizeeuropameisterin, nachdem sie kurz zuvor in Wattenscheid mit 65,86 m bereits zum vierten Mal Deutsche Meisterin geworden war und Anfang des Monats beim Werfer-Meeting in St. Wendel schon 67,04 m erreicht hatte. Bei den Olympischen Spielen in London errang sie mit 65,16 m international bereits zum fünften Mal eine Silbermedaille hinter der aktuellen Weltrekordlerin, ehemaligen Weltmeisterin 2007 und nun zweimaligen Olympiasiegerin Barbora Špotáková.

### 2013
Ab Mai nahm Obergföll an allen Diamond-League-Meetings teil, bei denen Speerwurf ausgetragen wurde. Mit Siegen in Eugene, New York und Rom setzte sie sich schnell an die Spitze des Diamond Race Rankings. Auch beim nächsten Meeting in Paris am 6. Juli gewann sie. Bei den deutschen Meisterschaften einen Tag später musste sie sich Linda Stahl geschlagen geben. Mit enttäuschenden 61,74 m blieb sie hinter den sonstigen Saisonleistungen zurück. Mit ihrem fünften Diamond-League-Sieg in Folge bei den Anniversary Games in London stand sie am 17. Juli vorzeitig als Siegerin der Gesamtwertung fest.
Den größten Erfolg ihrer Karriere erreichte Obergföll bei den Weltmeisterschaften in Moskau, als sie mit einer erreichten Weite von 69,05 m die Goldmedaille gewann.

### 2014/2015
Aufgrund ihrer Schwangerschaft und der Geburt ihres Sohnes legte sie eine Wettkampfpause ein. Im Mai 2015 gab sie ihr sportliches Comeback. Bei den Weltmeisterschaften in Peking wurde sie beim Sieg von Katharina Molitor mit 64,61 m Vierte.

### 2016
Nach den Doping-Skandalen, die von russischen Athleten verursacht wurden, plädierte Obergföll im Mai 2016 für eine Sperre Russlands bei den Olympischen Spielen in Rio de Janeiro. Obwohl sie für die Europameisterschaften als DM-Vierte nicht berücksichtigt worden war, wurde Obergföll für die Olympischen Spiele als eine von drei deutschen Starterinnen nominiert, wobei sie den Vorzug vor Katharina Molitor bekam, die anschließend mit einer einstweiligen Verfügung scheiterte. Bei den Spielen belegte sie als beste Deutsche mit 62,92 m den achten Platz. Mit einem Sieg beim ISTAF Berlin beendete sie am 3. September 2016 ihre Karriere.

## Fernsehauftritte
- 2014: Hirschhausens Quiz des Menschen (ARD)
- 2016: 6 Mütter (VOX)
- 2019: Teilnahme beim Prominenten-Special von Big Bounce – Die Trampolin Show
- 2020: Wer weiß denn sowas? – Das Olympiasieger-Duell[13]

## Soziales Engagement
Obergföll ist Kuratoriumsmitglied des Fördervereins für krebskranke Kinder in Freiburg im Breisgau. Sie setzt sich gegen Kinderarmut ein und für die Welthungerhilfe sowie UNICEF. Sie ist Botschafterin für Alphabetisierung und Grundbildung des Landes Baden-Württemberg.
Ehrungen
- 2012: Silbernes Lorbeerblatt[16]
- 2013: Champion des Jahres
- 2013: Sportlerin des Jahres
- 2013: Leichtathletin des Jahres
- 2021: Verdienstorden des Landes Baden-Württemberg[17]

In ihrer Heimatgemeinde Mahlberg wurde 2013 eine Straße nach ihr benannt.